# العلاقات الهندية السلوفاكية
العلاقات الهندية السلوفاكية هي العلاقات الثنائية التي تجمع بين الهند وسلوفاكيا.

## مقارنة بين البلدين
هذه مقارنة عامة ومرجعية للدولتين:
| وجه المقارنة                                              | الهند                       | سلوفاكيا                                                       |
| --------------------------------------------------------- | --------------------------- | -------------------------------------------------------------- |
| المساحة (كم2)                                             | 3.29 مليون                  | 49.03 ألف                                                      |
| عدد السكان (نسمة)                                         | 1.35 مليار                  | 5.44 مليون                                                     |
| الكثافة السكانية (ن./كم²)                                 | 410.33                      | 110.95                                                         |
| العاصمة                                                   | نيودلهي                     | براتيسلافا                                                     |
| اللغة الرسمية                                             | اللغة الهندية، لغة إنجليزية | اللغة السلوفاكية                                               |
| العملة                                                    | روبية هندية                 | كرونة سلوفاكية، يورو                                           |
| الناتج المحلي الإجمالي (بليون دولار)                      | 2.60 تريليون                | 95.77 مليار                                                    |
| الناتج المحلي الإجمالي (تعادل القوة الشرائية) بليون دولار | 8.00 تريليون                | 162.34 مليار                                                   |
| الناتج المحلي الإجمالي الاسمي للفرد دولار أمريكي          | 1.60 ألف                    | 16.09 ألف                                                      |
| الناتج المحلي الإجمالي للفرد دولار أمريكي                 | 5.70 ألف                    | 30.46 ألف                                                      |
| مؤشر التنمية البشرية                                      | 0.609                       | 0.844                                                          |
| رمز المكالمات الدولي                                      | +91                         | +421                                                           |
| رمز الإنترنت                                              | .in، .भारत ‏، .بھارت ‏،        | .sk                                                            |
| المنطقة الزمنية                                           | ت ع م+05:30، توقيت الهند    | توقيت وسط أوروبا، ت ع م+01:00، ت ع م+02:00، أوروبا/براتيسلافا ‏ |

## منظمات دولية مشتركة
يشترك البلدان في عضوية مجموعة من المنظمات الدولية، منها:
| علم المنظمة | اسم المنظمة                        | تاريخ انضمام الهند | تاريخ انضمام سلوفاكيا |
| ----------- | ---------------------------------- | ------------------ | --------------------- |
|             | يونسكو                             | 4 نوفمبر 1946      | 9 فبراير 1993         |
|             | الفريق المعني برصد الأرض           | ?                  | ?                     |
|             | مؤسسة التمويل الدولية              | 20 يوليو 1956      | 1993                  |
|             | منظمة حظر الأسلحة الكيميائية       | ?                  | ?                     |
|             | مؤسسة التنمية الدولية              | 24 سبتمبر 1960     | 1993                  |
|             | منظمة التجارة العالمية             | 1995               | ?                     |
|             | وكالة ضمان الاستثمار متعدد الأطراف | 6 يناير 1994       | 1993                  |
|             | الاتحاد البريدي العالمي            | ?                  | ?                     |
|             | الاتحاد الدولي للاتصالات           | 1869               | 23 فبراير 1993        |
|             | منظمة الشرطة الجنائية الدولية      | ?                  | ?                     |
|             | الأمم المتحدة                      | 30 أكتوبر 1945     | 19 يناير 1993         |
|             | البنك الدولي للإنشاء والتعمير      | 27 ديسمبر 1945     | 1993                  |

## وصلات خارجية
- موقع وزارة الخارجية الهندية
- موقع وزارة الخارجية السلوفاكية